# Charles Désiré Noël Laurent Dallo
Charles Désiré Noël Laurent Dallo (* 23. Dezember 1955 in Gagnoa) ist ein ivorischer Politiker.
Während der Regierungskrise 2010/2011 war er vom 5. Dezember 2010 bis 11. April 2011 Wirtschafts- und Finanzminister in der Regierung Aké N’Gbo.
Laurent war wie auch andere Mitglieder der Regierung Aké N'Gbo ab dem 11. Januar 2011 von Sanktionen der Europäischen Union betroffen. Er hatte Einreiseverbot in die EU und seine Konten wurden eingefroren.